# Snedbackstjärnen
Snedbackstjärnen är en sjö i Bodens kommun i Norrbotten och ingår i Luleälvens huvudavrinningsområde. Sjön har en area på 0,0814 kvadratkilometer och ligger 212 meter över havet.

## Delavrinningsområde
Snedbackstjärnen ingår i det delavrinningsområde (734684-171716) som SMHI kallar för Namn saknas. Medelhöjden är 282 meter över havet och ytan är 6,58 kvadratkilometer. Det finns inga avrinningsområden uppströms utan avrinningsområdet är högsta punkten. Säckosbäcken som avvattnar avrinningsområdet har biflödesordning 4, vilket innebär att vattnet flödar genom totalt 4 vattendrag innan det når havet efter 108 kilometer. Avrinningsområdet består mestadels av skog (84 procent). Avrinningsområdet har 0,15 kvadratkilometer vattenytor vilket ger det en sjöprocent på 2,2 procent.